# Гальс (коммуна)
Гальс (нем. Gals) — коммуна в Швейцарии, в кантоне Берн. 
Входит в состав округа Эрлах. Население составляет 697 человек (на 31 декабря 2006 года). Официальный код — 0494.